# Antonio Soler
 Der er for få eller ingen kildehenvisninger i denne artikel, hvilket er et problem. Du kan hjælpe ved at angive troværdige kilder til de påstande, som fremføres i artiklen.

Padre Antonio Soler (født 3. december 1729, død 20. december 1783) var en spansk-catalansk cembalist, organist og komponist.
Han blev optaget på klosteret Montserrats korskole som seksårig, hvor han studerede orgel og komposition. I 1744 blev han organist ved domkirken Seo de Urgel. På opfordring fra biskoppen blev han i 1752 optaget som munk ved "Monasterio de San Lorenzo de El Escorial" nær Madrid. Fra 1752 til 1757 menes det, at han studerede komposition hos Domenico Scarlatti. Selvom mange af hans sonater viser indflydelse fra Scarlatti, bærer de alligevel kraftigt præg af hans egen personlighed og af spansk guitarmusik. Da Escorial samtidig var kongeslot (Karl III) blev Solers aktiviteter knap så tilbagetrukne, som han oprindelig kunnet have ønsket sig. Udover hans forpligtelser som munk (Hieronymiterordenen) blev han leder af klosterets kor omkring 1757 og komponerede kirkelig musik til gudstjenestebrug, samt verdslig musik til kongefamiliens hyppige ophold – bl.a. tilbragte de ofte efteråret på Escorial. Desuden var han formodentlig lærer for Gabriel (søn af Karl III) og cembalosonaterne kan være skrevet til ham.
Soler er kendt for næsten 500 værker, heriblandt 10 messer, 16 motetter, salmer, hymner, 9 magnificat, 14 litanier, 17 lamentationer til påskeugen, begravelsesmesser, 128 kantater og 132 villancicos (små, ofte vittige kirkeoperaer), 22 teaterstykker, 6 kvintetter for strygere med obligat cembalo eller orgel, 6 sonater for to orgler eller cembaloer og mere end 150 sonater for cembalo. Desuden er han tilskrevet en fandango for cembalo.
Af teoretiske arbejder udgav han i 1762 Llave de la Modulación, som gav anledning til hidsig debat med andre spanske musikteoretikere.
Padre Antonio Soler var hieronymitermunk (beslægtet med Augustinerordenen), og meget af hans dag var optaget af bøn og klosterarbejde. Om hans person kendes ikke meget andet end en kort levnedsbeskrivelse, skrevet af en af hans brødre kort efter hans død. I den omtales han som en meget flittig person, han sov kun fire timer hver nat, og komponerede i sine fristunder. Der er ikke kendt noget portræt af Soler, da han afslog at lade sig portrættere til sin ven P. Martini fra Bologna (1706-1784), der samlede portrætter til et galleri af store musikere.
Hans musik er generelt usædvanlig udadvendt og sprudlende:
- Sonata R84 i D-dur (spillet på orgel)
- Concerto N°1 for to orgler

Moderne udgaver af hans værker er især blevet til gennem et omfattende arbejde af P. Samuel Rubio, som også har nummereret dem ("R"-numre). Hans cembalosonater er indspillet i samlet udgave af både cembalisterne Gilbert Rowland og Bob van Asperen. Flere sonater er endvidere indspillet af cembalisten Scott Ross. Solers mest kendte værker er de 6 sonater for to orgler eller andre tasteinstrumenter.